# Шевченко, Дмитрий Анатольевич
Дмитрий Анатольевич Шевченко (род. 17 августа 1949, Балашиха, Московская область) — доктор экономических наук, профессор, заведующий кафедры коммуникационного менеджмента и управления отношениями Российского государственного социального университета, эксперт маркетинговых исследований Гильдии маркетологов, эксперт АКАР, вице президент по науке Академии имиджелогии. В 2024 году за значительные заслуги в сфере образования и добросовестный труд награждён правительственной наградой «Почетная грамота Министерства науки и высшего образования России».

## Биография
В 1980 г. окончил философский факультет МГУ им. М. В. Ломоносова.
В 1986 г. присвоена учёная степень кандидата философских наук.
В 1989 г. окончил социологический факультет МГУ им. М. В. Ломоносова.
В 1998 г. стал главным консультантом ректора по маркетингу в РГГУ.
С 2000—2015 гг. — руководитель Службы содействия занятости РГГУ.
С 1999—2015 гг. — руководитель маркетинга и рекламы РГГУ.
С 2001 по 2006 гг. — руководитель веб-лабораторией РГГУ.
В 2004 г. присвоена учёная степень доктора экономических наук.
В 2005 г. разработал современную версию сайта РГГУ.
В 2005 г. основал кафедру маркетинга и рекламы РГГУ.
В 2009 г. утверждён в учёном звании профессора.
С 2005—2015 гг. — заведующий кафедрой маркетинга и рекламы РГГУ.
С 2016 г. — зав. каф. Маркетинговые коммуникации Московского политехнического университета
Автор фирменного стиля РГГУ.
С 2021 профессор факультета коммуникативного менеджмента РГСУ
С 2022 заведующий кафедрой коммуникационного менеджмента и управления отношениями РГСУ

## Научная деятельность
Область научных интересов и сфера научной деятельности:
- Специалист по проблемам экономической социологии, стратегическому маркетингу, маркетинговым исследованиям, организации и управлению маркетингом учебных заведений, управлению маркетинговыми коммуникациями, брендом, рекламному менеджменту и связям с общественностью.

Специализируется на маркетинговом анализе и продвижении образовательных организаций на рынке образовательных услуг.
- Участие в научных советах, комиссиях, редколлегиях.

### Основные труды
- Тенденции гармоничного сочетания потребностей личности и общества//IV Всесоюзные философские чтения молодых ученых. М., 1984. С. 24—27.
- Формирование разумных потребностей личности//Вестник. Моск. ун-та. Сер. 7, Философия. 1984. № 5. С. 129—131.
- Новые информационные технологии в социологических исследованиях//Соц. исследования: Социс. 1991. № 11. С. 115—120.
- Методическое пособие социолога-практика / Под ред. Д. А. Шевченко, А. И. Кравченко; Советская социологическая ассоциация. АН СССР. — М., 1990. — 18,6 п. л.
- Практическое пособие для социолога. Приложение к журналу Социологические исследования. — М., 1991. — 16,9 п. л.
- Состояние и перспективы молодёжного рынка труда. — М., 2001. — 4 п. л.
- Маркетинговые стратегии ценообразования в вузе//Практический маркетинг. — М., 2002. № 10 (68). — С. 25-32.
- Организационно-экономические формы концентрации корпоративных структур промышленности России/М-во образования Рос. Федерации. Рос. гос. гуманитарный ун-т. — 2-е изд. — М.: Изд-во Ипполитова, 2003. — 84 с.
- Основы маркетинга. Учебно-методический комплекс. — М., 2004. — 9,8 п. л.
- Маркетинг в России: образование, исследования, консалтинг (научно-информационное издание) / Под ред. И. С. Березина, Д. А. Шевченко. — М., 2004; 2005; 2006 гг.
- Словарь маркетинговых терминов. 1000 терминов по маркетингу, рекламе, PR. Рекомендовано УМО — РГГУ, 2007
- Реклама в системе массовых коммуникаций (теория и практика): Учебное пособие. — М., 2009. — 11,5 п. л.
- Реклама, маркетинг, PR. Учебно-справочное пособие, рекомендовано УМО.3-е изд переаб. и допол. — М., РГГУ, 2014 г. — 639 с. (Включено в список «Топ-100 книг по маркетингу», утверждённый Советом Гильдии маркетологов)[3] ([4])
- Маркетинг-философия современного бизнеса ч. 1 и ч.11// Личность. Культура. Общество. 2010. № 11.
- Рынок и рыночные отношения в России: экономический и социологический анализ // Практический маркетинг, 2011[5].
- Шевченко Д. А. Маркетинг, реклама, PR. — М.: РГГУ, 2014. — 639 с.
- Шевченко Д. А. , Локтюшина Ю. В. Эффективность веб-сайтов высших учебных заведений. Методика оценки конкурентоспособности сайта вуза в Интернет. — М.: ННОУ «МИПК», 2014. — 141 с.
- Шевченко Д. А. Маркетинг образовательных услуг. — М.: ННОУ «МИПК», 2015. — 343 с.
- Шевченко Д. А. Маркетинг образования в России: учебник для студентов вузов, обучающихся по направлению «Экономика»/ Д. А. Шевченко. — М.: ЮНИТИ — ДАНА, 2017. — 447 с.
- Шевченко Д. А. Фандрайзинг образовательной организации. — М.: «Дашков и К», 2017. — 335 с.
- Шевченко Д. А., Щеглов А. В., Шейнина М. А. Маркетинговые исследования и ситуационный анализ. Учебное пособие для бакалавров / М.: Научные технологии, 2018. — 257 с.
- Шевченко Д. А., Чвякин В. А., Миндлин Ю. Б. Поведение потребителей в маркетинге: современная теория и практика. Монография. — М.: Научные технологии, 2019. — 215 с.
- Шевченко Д. А., Полякова Н. С., Шарян Э. Г. Бренд- менеджмент: теория и практика. Учебник / Под общей редакцией профессора Д. А. Шевченко. Москва, 2019. — 178 с.
- Шевченко Д. А. Интегрированные коммуникации. Энциклопедия / — М.: «Дашков и К». 2019. — 298 с.
- Шевченко Д. А. Основы современного маркетинга. Учебник для бакалавров / — М.: «Дашков и К», 2019.- 604 с.
- Шевченко Д. А., Пономарева Е. В. Продвижение товаров и услуг. Практические рекомендации. М.: «Дашков и К». 2021. — 372 с.
- Шевченко Д. А. Логистика. М.: Издательские решения. 2021. — 156 с.
- Шевченко Д. А., Секерин В. Д. Сервисология. М.: Издательские решения. 2021. — 336 с.
- Шевченко Д. А., Шевченко Д. Д. Цифровой маркетинг-микс. М.: Издательские решения. 2021. — 382 с.
- Шевченко, Д. А. Коммуникационная политика в некоммерческой сфере : учебник : [16+] / Д. А. Шевченко. — Москва : Директ-Медиа, 2022. — 204 с. : ил., табл.
- Шевченко, Д. А. Маркетинг университета / Д. А. Шевченко. — Москва : Директ-Медиа, 2022. — 337 с. : ил., табл.
- Шевченко, Д. А. Основы маркетинга и маркетинговых коммуникаций : учебник : [16+] / Д. А. Шевченко. — Москва : Директ-Медиа, 2022. — 268 с. : ил., табл.
- Шевченко, Д. А. Словарь практического маркетолога : [16+] / Д. А. Шевченко. — Москва : Директ-Медиа, 2022. — 592 с.
- Шевченко, Д. А. Создание коммерческого предложения : учебник : [16+] / Д. А. Шевченко. — Москва : Директ-Медиа, 2022. — 208 с. : ил., табл.
- Шевченко, Д. А. Цифровой маркетинг : учебник : [16+] / Д. А. Шевченко. — Москва : Директ-Медиа, 2022. — 185 с. : ил., табл.
- Шевченко Д. А. Выпускная квалификационная работа магистра : учебное пособие : [16+] / А. Л. Абаев, М. Т. Гуриева, Д. А. Шевченко. — Москва : Директ-Медиа, 2022. — 80 с. : табл.
- Шевченко, Д. А. Маркетинговый анализ : учебник : [16+] / Д. А. Шевченко. — Москва : Директ-Медиа, 2022. — 220 с. : ил., табл.
- Шевченко, Д. А. Стратегический маркетинг : учебник : [16+] / Д. А. Шевченко. — Москва : Директ-Медиа, 2022. — 352 с. : ил., табл.
- Шевченко, Д. А. Концепции маркетинга : учебное пособие : [16+] / Д. А. Шевченко. — Москва : Директ-Медиа, 2022. — 156 с. : ил., табл.
- Шевченко, Д. А. Управление брендом : учебник : [16+] / Д. А. Шевченко, Е. В. Пономарева. — Москва : Директ-Медиа, 2022. — 344 с. : ил., табл.
- Шевченко, Д. А. Маркетинговые исследования : учебник : [16+] / Д. А. Шевченко. — Москва : Директ-Медиа, 2023. — 372 с. : ил., табл. — Режим доступа: по подписке. — URL: https://biblioclub.ru/index.php?page=book&id=705381
- Шевченко, Д. А. Введение в коммуникативные специальности : журналистика, реклама и связи с общественностью : учебник : [16+] / Д. А. Шевченко. — Москва : Директ-Медиа, 2023. — 180 с. : ил., табл. — Режим доступа: по подписке. — URL: https://biblioclub.ru/index.php?page=book&id=701349
- Шевченко, Д. А. Стратегический маркетинг : учебник : [16+] / Д. А. Шевченко. — Изд. 2-е, испр. и доп. — Москва ; Берлин : Директ-Медиа, 2023. — 372 с. : ил., табл. — Режим доступа: по подписке. — URL: https://biblioclub.ru/index.php?page=book&id=701347
- Шевченко, Д. А. Исследования коммуникации: ATL BTL PR : учебник : [16+] / Д. А. Шевченко. — Москва : Директ-Медиа, 2023. — 232 с. : ил., табл. — Режим доступа: по подписке. — URL: https://biblioclub.ru/index.php?page=book&id=701345
- Шевченко, Д. А. Основы теории и практики связей общественностью : учебник : [16+] / Д. А. Шевченко. — Москва : Директ-Медиа, 2023. — 484 с. : ил., табл. — Режим доступа: по подписке. — URL: https://biblioclub.ru/index.php?page=book&id=706870
- Потребительское поведение / Д. А. Шевченко, М. В. Гундарин [и др.]; под общ. ред. Д. А. Шевченко. — Москва : Директ-Медиа, 2023. — 112 с. : ил. — Режим доступа: по подписке. — URL: https://biblioclub.ru/index.php?page=book&id=702916
- Шевченко, Д. А. Основы теории и практики рекламы : учебник : [16+] / Д. А. Шевченко, М. В. Гундарин; под общ. ред. Д. А. Шевченко. — Москва : Директ-Медиа, 2023. — 392 с. : ил., табл. — Режим доступа: по подписке. — URL: https://biblioclub.ru/index.php?page=book&id=705395
- Шевченко, Д. А. Словарь журналиста : более 1000 профессиональных терминов : [16+] / Д. А. Шевченко; сост. Д. А. Шевченко. — Москва : Директ-Медиа, 2024. — 340 с.
- Шевченко, Д. А. Потребительское поведение : учебник : [16+] / Д. А. Шевченко. — Москва : Директ-Медиа, 2025. — 160 с
- Введение в рекламу и связи с общественностью : учебник : [16+] / Д. А. Шевченко, Е. М. Крюкова, В. В. Зеленов, В. В. Галстян; под ред. Д. А. Шевченко. — Москва : Директ-Медиа, 2024. — 248 с.
- Введение в журналистику : учебник / Д. А. Шевченко, Е. М. Крюкова, В. В. Зеленов, В. В. Галстян; под ред. Д. А. Шевченко. — Москва : Директ-Медиа, 2024. — 280 с.
- Зверева, Е. А. Цифровизация медиаландшафта : креативные технологии и медиаинструменты / Е. А. Зверева, А. В. Прохоров, Д. А. Шевченко. — Москва : Директ-Медиа, 2024. — 224 с.